# Telésforo Ramos
Telésforo Ramos Huancas (* 5. Januar 1955 in der Provinz Huancabamba; † 12. Oktober 2010 in Moyobamba, Region San Martín) war ein peruanischer Politiker.
Er studierte von März 1974 bis September 1982 in Lambayeque an der agrarwissenschaftlichen Fakultät der Universidad Nacional Pedro Ruiz Gallo. Sein Studium schloss er mit dem Titel Ingenieur ab. Von April 1983 bis Dezember 1986 war er im Landwirtschaftsministerium beschäftigt. Ab Juli 1988 bis Dezember 2006 arbeitete er in der Regionalregierung von San Martín.
Ramos gehörte der Partei Acción Regional an und wurde 2006 zum Bürgermeister von Moyobamba gewählt. Er starb im Alter von 55 Jahren an Krebs und wurde auf dem Cementerio Central in Moyobamba beerdigt.